# Zygmunt Dobosz-Królikowski
Zygmunt Dobosz-Królikowski (ur. 20 sierpnia 1908) – polski „Sprawiedliwy wśród Narodów Świata”.

## Życiorys
W trakcie II wojny światowej, warszawski czeladnik, Zygmunt Dobosz-Królikowski, zaangażował się w pomoc ludności żydowskiej. Był w tym czasie zatrudniony w warsztacie blacharskim Antoniego Michalskiego, na Belwederskiej. W 1943 r. pomógł Józefowi i Leokadii Schmidt uciec z getta warszawskiego, znalazł im schronienie po aryjskiej stronie miasta, zaopatrzył w żywność i zadbał o wszystkie ich potrzeby. Kiedy zaalarmowana przez informatorów polska policja granatowa aresztowała Schmidta, Dobosz-Królikowski pożyczył pieniądze, aby przekupić policję w celu uwolnienia Schmidta. Wraz z wybuchem powstania warszawskiego w sierpniu 1944 r. Dobosz-Królikowski przeniósł Schmidtów do pobliskiego Żyrardowa, gdzie mogli odwiedzić swojego synka, umieszczonego pod przybraną tożsamością w chrześcijańskim sierocińcu. Ryzykując życie dla ratowania Schmidtów, Dobosz-Królikowski kierował się względami humanitarnymi i głęboką wiarą religijną. Schmidtowie zostali wyzwoleni przez Armię Czerwoną w styczniu 1945 roku, a po wojnie opuścili Polskę. Dobosz-Królikowski przekazał im wojenne zapisku, ukryte na ul. Belwederskiej.
Miał trzech synów: Waldka, Jurka i Januszka. Jego żona Sabina urodziła mu czwarte dziecko jesienią 1944, po czym zostawiła je na pewien czas w klasztorze.
4 czerwca 1989 r. Instytut Jad Waszem uhonorował Zygmunta Dobosz-Królikowskiego medalem „Sprawiedliwy wśród Narodów Świata”.